# Hauptamt Dienststelle Heißmeyer
Het Hauptamt Dienststelle Heißmeyer was een hoofdbureau van de SS en was verantwoordelijk voor de invloed van de SS op de Nationalpolitischen Erziehungsanstalten-scholen (Napolas). De organisatie werd geleid door SS-Obergruppenführer August Heißmeyer.
De organisatie hield zich onder meer bezig met het ondersteunen van organiseren van diverse activiteiten binnen de Napolas-scholen. Door middel van intensieve betrokkenheid van de SS bij deze scholen, probeerde men studenten te werven voor een hoge positie binnen de SS of de Duitse politie.

## Organisatie
- Amt I:

- Amt II:
  - SS-Oberführer Martin Tondok (4 december 1943 - 31 maart 1944[2])

- SS-Heimschulen:

- Inspekteur der Nationalpolitischen Erziehungsanstalten („Napola“): 
  - SS-Gruppenführer August Heißmeyer (9 maart 1936[3] - 8 mei 1945[4])